# ハビエル・デルガド
ハビエル・デルガド（Javier Delgado, 1975年7月8日 - ）は、ウルグアイ・モンテビデオ出身のサッカー選手。ポジションはミッドフィールダー。

## 所属クラブ
- ダヌービオ 1990-1996
- ニューウェルズ・オールドボーイズ 1996-1997
- ダヌービオ 1998-1999
- CAコロン 2000-2003
- サトゥルン・ラメンスコーエ 2004-2005
- ナシオナル・モンテビデオ 2006-2007
- ウニベルシダ・デ・チレ 2007
- デポルティーボ・カリ 2008
- ダヌービオ 2008
- セントラル・エスパニョール 2010
- クラブ・デポルテス・コンセプシオン（スペイン語版） 2010
- ランプラ・ジュニオルス 2011